# 채 이후
채 이후(蔡夷侯, ? ~ 기원전 810년)는 중국 서주 시대의 인물로, 채나라 제7대 군주이다. 성은 희(姬). 이름은 기록이 남아 있지 않아 알 수 없다.
제6대 채후 채 무후의 아들로, 무후가 죽자 그 뒤를 이었다. 이후 10년(기원전 828년)에 주 선왕이 즉위해 공화가 끝났고, 이후 11년(기원전 827년)에 주 왕실이 개원해 선왕 원년으로 선포했다. 재위 28년 만에 죽어 아들 채 희후가 뒤를 이었다.